# Misión Ysleta
La Misión de Corpus Christi de San Antonio de la Ysleta del Sur o Misión Ysleta es una misión de origen novohispano del siglo XVII situada en Ysleta del Sur Pueblo, en El Paso en Texas, EE. UU.
Su iglesia es la parroquia en funcionamiento continuo más antigua del Estado de Texas. Además, los terrenos agrícolas de la misión son los de cultivo ininterrumpido más antiguo de los EE. UU.

## Historia
En 1680 la Revuelta Pueblo expulsó a los españoles y sus aliados de la provincia de Santa Fe de Nuevo México. Mientras que parte de los habitantes de Santa Fe de Nuevo México, como los Hopi, se refugiaron en Arizona, los Tigua y los españoles fundaron la población misional de Ysleta a orillas del río Grande, al sur de El Paso del Norte. Los Tigua (Tiwa) eran originarios de Isleta Pueblo (actual sur de Albuquerque, Nuevo México).Los márgenes del río Grande contaban desde 1659 con la misión de Guadalupe de los Mansos en el Paso del río del Norte. La misión fue propiciada por el gobernador de Nuevo México Antonio de Otermín y el franciscano Fray Francisco de Ayeta. El nombre de la misión hace referencia tanto a su origen en Isleta Pueblo como al patrón de los Tigua San Antonio.
Su primigenia iglesia de adobe se levantó en 1682, siendo consagrada por el obispo de Tucson. En 1692 Diego de Vargas recobró la soberanía española de Santa Fe de Nuevo México y en 1693 cambió la denominación de la misión a Corpus Christi de los Tiguas de Ysleta.
A lo largo de los siglos, la misión acomodó su ubicación a las inundaciones causadas por los desbordamientos del río Grande, como las sucedidas en la década de 1740.
En 1829, en época de la Texas mexicana, una gran inundación produjo graves daños en iglesia de la misión y creó un nuevo brazo del río, ocasionando que la iglesia se encontrara en territorio bajo soberanía de la República de Texas.
Tras el establecimiento del Estado de Texas, en 1897 la iglesia fue objeto de reforma dando lugar a su imagen actual con su reconocible fachada y campanario. A finales del siglo XX fue administrada por jesuitas mexicanos. Fue rehabilitada en 1908 tras sufrir un incendio. De 1918 a 2005 albergó la Escuela Nuestra Señora del Monte Carmelo, estando a su cargo las Las Hermanas del Inmaculado Corazón de María primero y las Hermanas de la Caridad del Verbo Encarnado después.  

## Descripción
Pertenece a la diócesis de El Paso y es atendida desde 1992 por franciscanos conventuales.
La Comisión Histórica de Texas erigió marcadores históricos en la Misión Ysleta en los años siguientes: 1936 – Primera misión y pueblo en Texas, 1962 – Sitio de la primera misión en Texas, y 1970 – Misión más antigua en Texas. El 31 de julio de 1972, la Misión Ysleta fue agregada al Registro Nacional de Lugares Históricos.
Desde finales del siglo XX se han impulsado iniciativas para poner en valor importante patrimonio histórico de la ciudad de El Paso que comprenden las misiones Ysleta, la misión Socorro, la capilla del presidio de San Elizario y el Camino Real Tierra Adentro. Estos esfuerzos han sido protagonizados por la diócesis de El Paso, el Fondo Nacional para la Preservación Histórica, el Servicio de Parques Nacionales y los propios vecinos de El Paso.
Las fiestas patronales de San Antonio son promovidas por los vecinos Tigua y se celebran el 13 de junio con la celebración de una misa, seguida de bailes tradicionalesAdemás, el segundo fin de semana de julio se celebra el festival de la Misión de Ysleta, cuya recaudación se destina al mantenimiento de la parroquia.

## Galería

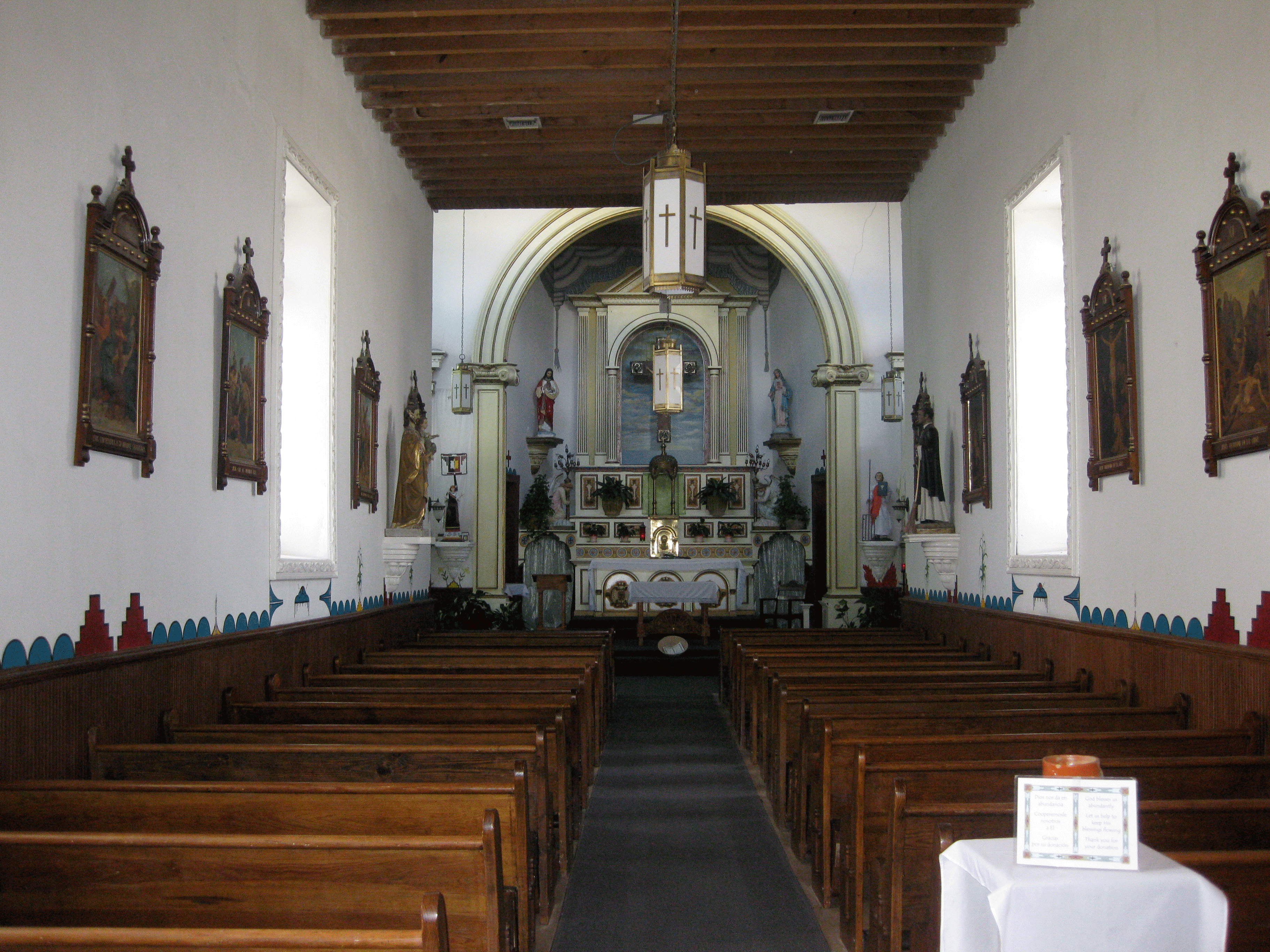
Interior de la Iglesia desde la puerta principal, con el altar de fondo.
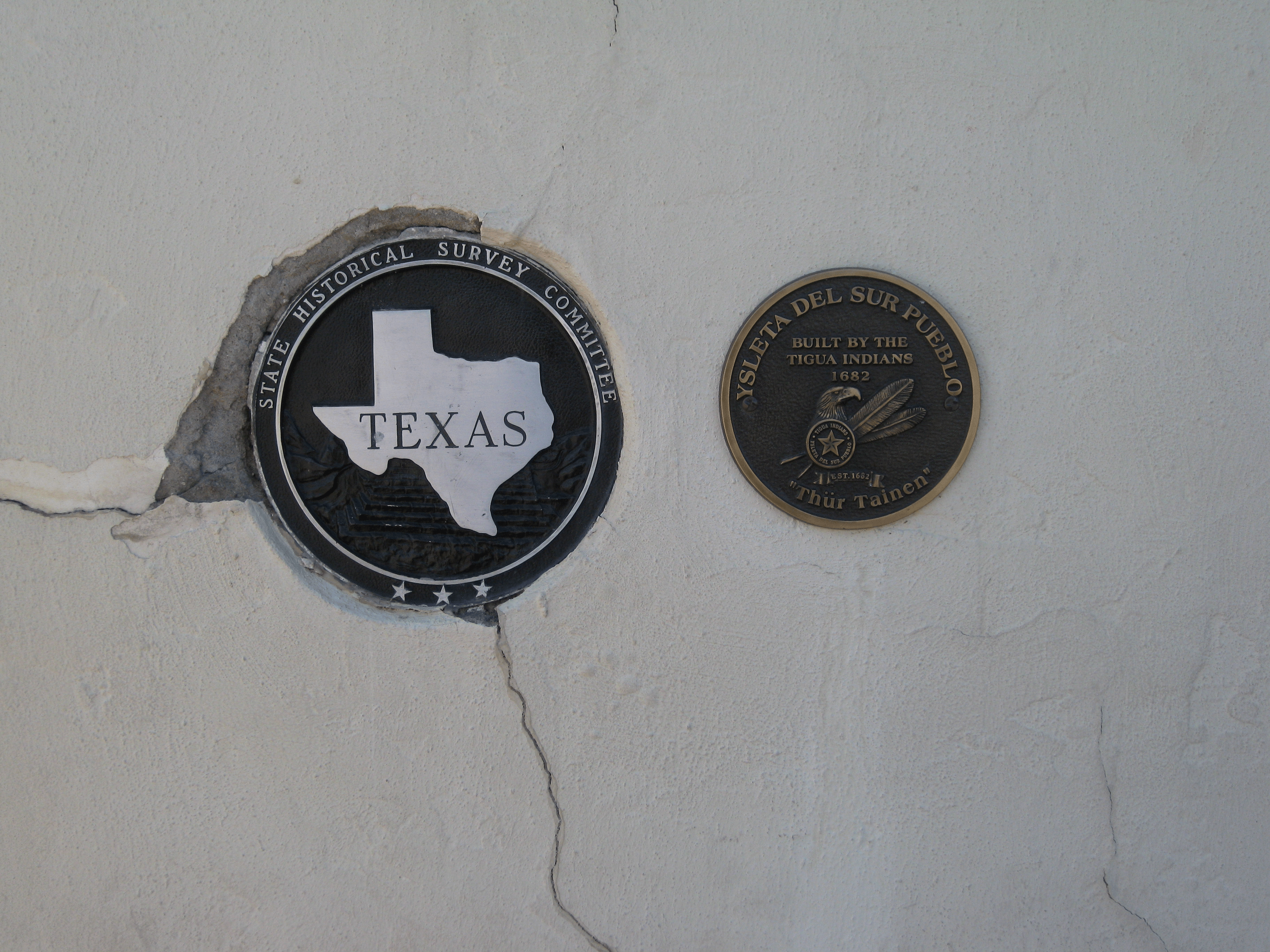
Marcadores históricos.
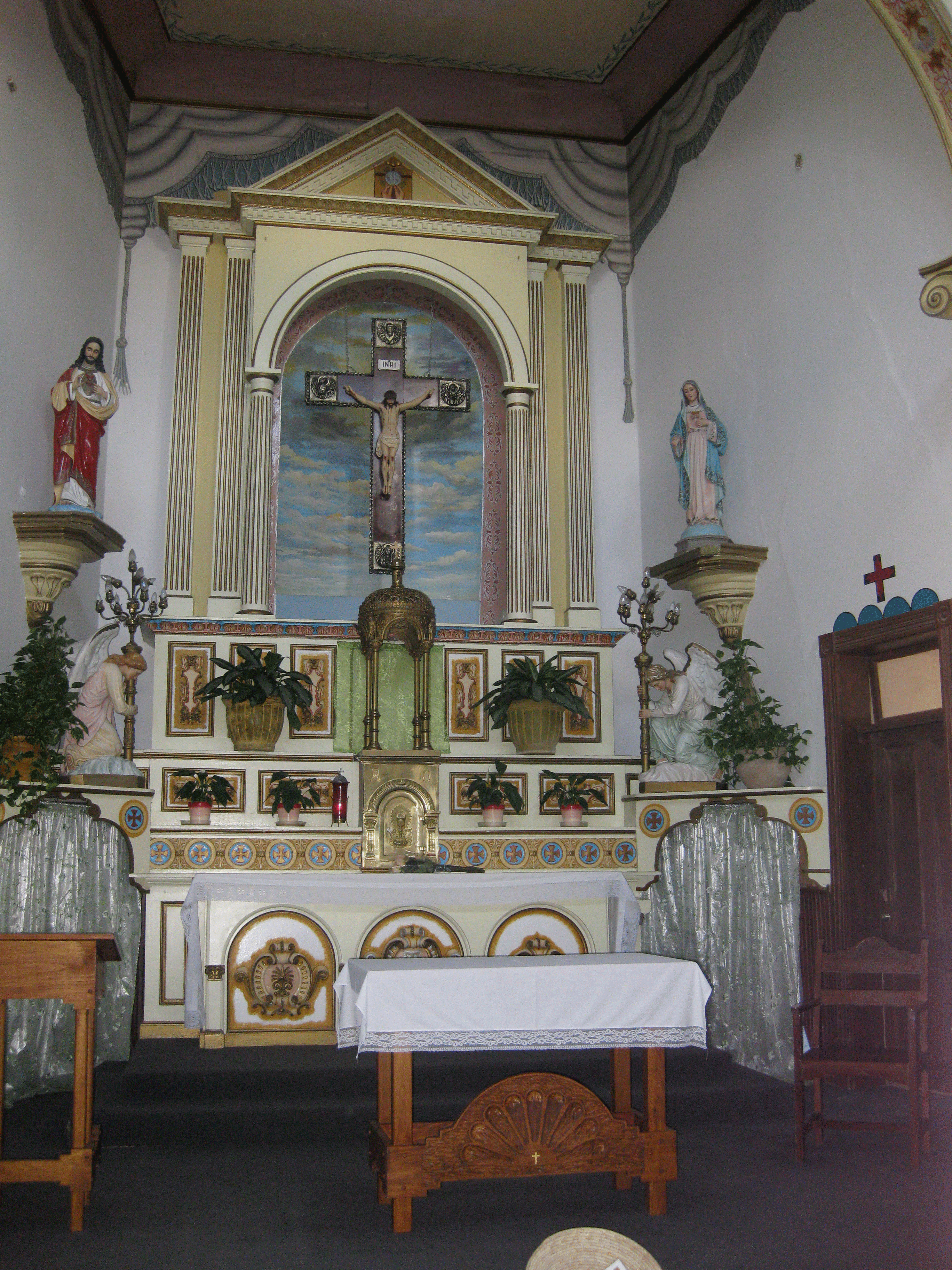
Altar mayor.
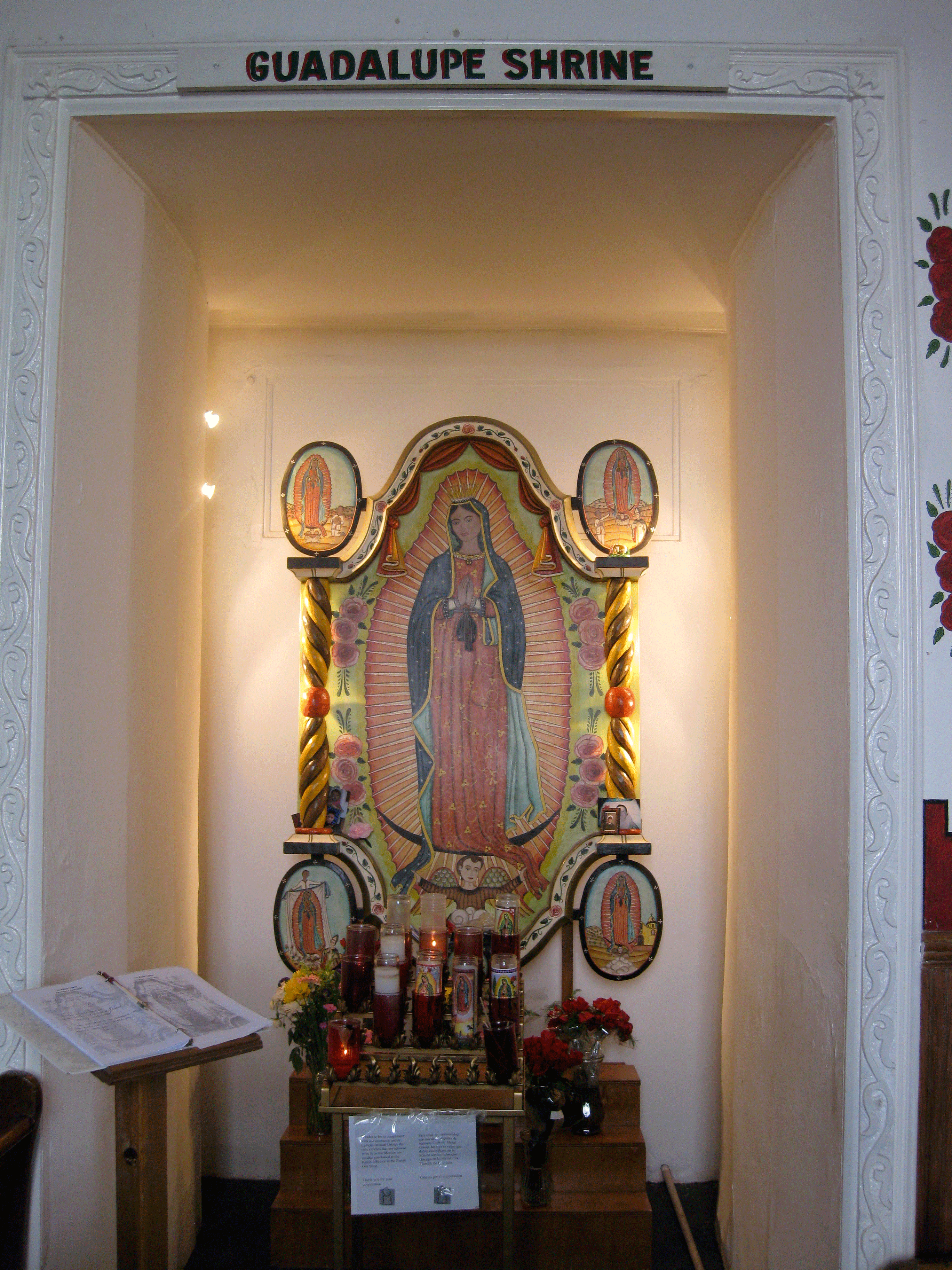
Ermita de Nuestra Señora de Guadalupe